# Rhodostrophia kabulensis
Rhodostrophia kabulensis là một loài bướm đêm trong họ Geometridae.